# 폰티펙스
폰티펙스(pontifex)는 고대 로마의 최고 저명한 종교 사제단인 로마 국가 사제단의 사제이다. 폰티펙스라는 단어 자체는 이후에 로마 가톨릭교회의 관례상 주교들 특히나 교황 같은 고위 및 최고 성직자들을 일컫는 용어로 쓰인다.

## 어원
라틴어인 '폰티펙스'(pontifex')는 교량을 의미하는 '폰스'(pons), '폰트'(pont-)와  '무언가를 만들다, 이루다를 뜻하는 '파케레'(facere) 등 라틴어 어근 두 개로 구성되어 있다고 일반적으로 말해지며, 따라서 문자 그대로의 의미는 아마 인간과 신적 존재 사이의 '교량 건설자'를 뜻할 것이다. 부활, 상환, 심판의 날 등과 관련된, 고대 종교들에서 교량의 역할은 잘 알려져 있다. 불확실성이 만연한, 이 어원 설명은 단지 민간 어원일 수 있으나, 교량과 관련된 고대 과업 및 종교 의식들을 상기시킬 수 있다. 폰티펙스는 예시로 테베레강과 관련된 신들 및 정령들을 달래는 고대 로마 종교 의식을 암시하는 것일 수 있다. 또한, 바로는 폰티펙스를 '할 수 있는'을 뜻한다고 의미로 인용하였다.

## 고대 로마
고대 로마에는 주요 사제 집단 네 개가 있었고, 이 중에 가장 명망이 높았던 것은 폰티펙스 사제단(pontifices)이었다. 나머지는 '아우구레스' 사제단, '퀸데킴비리 사크리스 파키운디스' 사제단, '에풀로네스' 사제단이 있었다. 동일한 인물이 이 단체 중 하나 이상 소속일 수 있었다. 폰티펙스 사제단의 수장인 '폰티펙스 막시무스'를 포함하여, 사제단은 본래 폰티펙스 3명이나 다섯 명이었으나, 이 수는 수 세기에 걸쳐 늘어나, 마침내 율리우스 카이사르 때는 16명에 이르렀다. 기원전 3세기 쯤에 폰티펙스들은 국가 종교 체제의 전권을 장악하였다.

## 성경상 사용
주교에 대하여 폰티렉스라는 명칭을 기독교 (로마 가톨릭)에서 쓰게 된 영감은 성경의 최초 라틴어 번역본인 불가타에서 유대교 고위 사제에 대해 동일한 단어 (라틴어로 '폰티펙스 막시무스'가 아닌 '폰티펙스')를 사용한 거에서 왔으며, 불가타에서 모두 59 차례 등장하였다. 마르코 복음서(Mark 15:11)를 예시로, '폰티피케스'(pontifices, 폰티펙스의 복수형)는 고위 사제단들에 쓰인 라틴어 용어이다. 그리고 불가타판 파울루스의 히브리인들에게 보낸 편지에서, 폰티펙스는 당시에 여전히 현존하던 유대교 최고 사제직을 가리키는 데 반복적으로 사용되었고, 비슷하게 예수를 최고 고위 사제로 나타내는 데 쓰였다.